# Slovita, Zolociv
Slovita (în ucraineană Словіта) este localitatea de reședință a comunei Slovita din raionul Zolociv, regiunea Liov, Ucraina.

## Demografie
Componența lingvistică a localității Slovita
     Ucraineană (99,68%)
     Alte limbi (0,22%)
Conform recensământului din 2001, majoritatea populației localității Slovita era vorbitoare de ucraineană (99,68%), existând în minoritate și vorbitori de alte limbi.